# Parti libéral de Terre-Neuve-et-Labrador
Le Parti libéral de Terre-Neuve-et-Labrador est un parti politique dans la province de Terre-Neuve-et-Labrador, au Canada. Le parti est une aile provinciale du Parti libéral du Canada.

## Origines
Le Parti libéral de Terre-Neuve-et-Labrador a dominé la vie politique de la province. Dirigé par Joey Smallwood, le parti reste au pouvoir depuis l'entrée de Terre-Neuve-et-Labrador dans la Confédération canadienne en 1949 jusqu'en 1972.
Les libéraux de Smallwood favorise la diversification de l'économie de la province par le biais de divers mégaprojets. Le gouvernement provincial investit dans la construction d'usines, l'industrie des pâtes et papiers, l'industrie pétrolière, des projets d'hydroélectricité, la construction d'autoroutes et d'écoles, la relocalisation de villages ruraux dans de plus grands centres et d'autres projets. Ces projets sont souvent très coûteux et donnent peu de résultats.

## Le parti sous Clyde Wells
En 1989, Clyde Wells et le Parti libéral de Terre-Neuve-et-Labrador reviennent au pouvoir, mettant ainsi fin à 17 ans de gouvernement conservateur. Wells doit faire face à de graves problèmes économiques quand, en 1992, le gouvernement fédéral déclare un moratoire sur la pêche à la morue de l'Atlantique en raison de la baisse des captures. Lorsque Wells prend sa retraite en 1996, il est remplacé par l'ancien ministre fédéral libéral Brian Tobin. Tobin retourne à la politique fédérale en 2000, après seulement quatre ans à titre de premier ministre.

## Le parti d'opposition
En 2003, les libéraux passent quatorze ans au pouvoir sous la direction de quatre chefs différents. La désaffection du public s'est accrue, entraînant leur défaite électorale contre Danny Williams et les conservateurs. Grimes reste chef libéral jusqu'à sa retraite le 30 mai 2005, date à laquelle il est remplacé, initialement à titre provisoire, par Gerry Reid.
L'avocat Jim Bennett est acclamé chef du parti le 6 février 2006, après qu'aucun autre candidat ne se soit présenté pour le poste. Le 8 mai 2006, Bennett démissionne de son poste de chef libéral, trois mois seulement après avoir été acclamé au poste. Reid reprend ensuite la direction, maintenant de façon permanente, et mène le parti aux prochaines élections.
Avec seulement trois membres réélus à la suite des élections générales de 2007, le parti décide qu'Yvonne Jones agirait provisoirement comme chef du parti. Le 9 août 2011, Jones démissionne de son poste de chef en raison de sa santé.
Kevin Aylward est choisi comme chef du parti le 14 août 2011. Aylward dirige le parti lors des élections du 11 octobre 2011.

## Dwight Ball

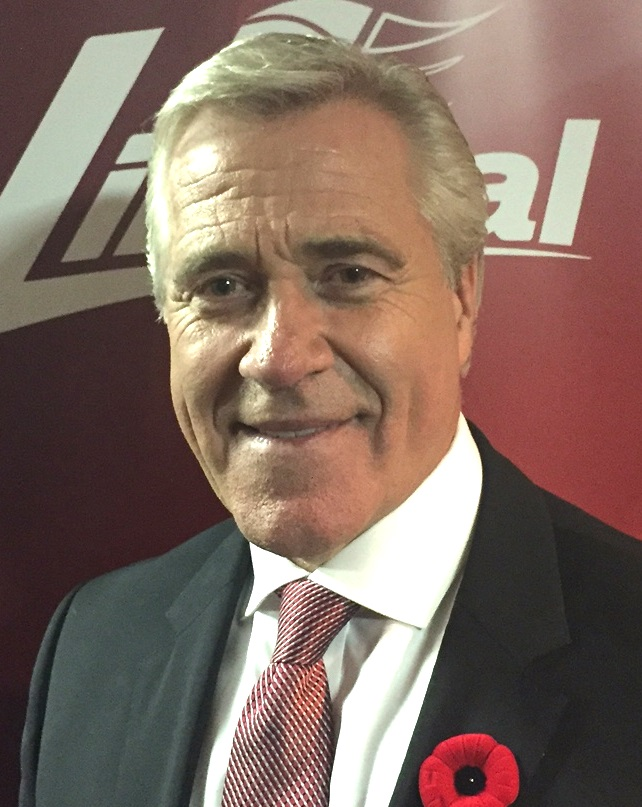
Dwight Ball est le chef du parti de 2013 à 2020 et le premier ministre de Terre-Neuve-et-Labrador de 2015 à 2020

Dwight Ball, est nommé premier ministre de Terre-Neuve-et-Labrador en décembre 2015 après avoir mené le Parti libéral à remporter 31 des 40 sièges à la Chambre d'assemblée de la province lors des élections de novembre.
Le gouvernement Ball est réélu minoritaire en 2019.
Le 17 février 2020, Ball annonce sa démission imminente en tant que chef du Parti libéral et premier ministre. Le Parti libéral allait initialement élire un nouveau chef en mai 2020, mais l'élection est retardée par la pandémie de Covid-19. En août 2020, le chirurgien Andrew Furey est choisi comme successeur de Ball.

## Andrew Furey
Le 3 août 2020, Andrew Furey est élu chef du parti et devient par le fait même le nouveau premier ministre.

## Chefs du parti
- Joseph Roberts Smallwood (1949–1972)
- Edward Roberts (1972–1977)
- Bill Rowe (1977–1979)
- Don Jamieson (1979–1980)
- Len Stirling (1980–1982)[11]
- Steve Neary (1982–1984) intérim
- Leo Barry (1984–1987)
- Clyde Wells (1987–1996)
- Brian Tobin (1996–2000)
- Beaton Tulk (2000–2001) intérim
- Roger Grimes (2001–2005)
- Gerry Reid (2005–2006) intérim
- Jim Bennett (2006)
- Gerry Reid (2006–2007)
- Yvonne Jones (2007–2011) intérim 2007–2011
- Kevin Aylward (2011–2012)
- Dwight Ball (2012–2013) intérim
- Eddie Joyce (2013) intérim
- Dwight Ball (2013-2020)
- Andrew Furey (2020-2025)
- John Hogan (2025-)